# Onthophagus mindanaensis
Onthophagus mindanaensis är en skalbaggsart som beskrevs av Antoine Boucomont 1914. Onthophagus mindanaensis ingår i släktet Onthophagus och familjen bladhorningar. Inga underarter finns listade i Catalogue of Life.